# Guilheiro
Guilheiro es una freguesia portuguesa del concelho de Trancoso, con 14,61 km² de superficie y 242 habitantes (2001). Su densidad de población es de 16,6 hab/km².